# Mirosława Sarna
Mirosława Kazimiera Sarna (geborene Sałacinska; * 8. Juni 1942 in Litzmannstadt) ist eine ehemalige polnische Leichtathletin. Bei einer Körpergröße von 1,68 m betrug ihr Wettkampfgewicht 60 kg.
Mirosława Sarna nahm 1968 an den Olympischen Spielen in der Staffel und im Weitsprung teil. Während die Staffel im Vorlauf ausschied, belegte Sarna im Weitsprung mit 6,47 Metern den fünften Platz.
Bei den Europameisterschaften 1969 sprang Sarna 6,49 Meter und gewann vor der Olympiasiegerin Viorica Viscopoleanu Gold. Bei den Halleneuropameisterschaften 1970 gewann Sarna mit 6,54 Metern Bronze. 1973 gewann sie in der Halle erneut Bronze mit 6,15 Metern. 

## Quelle
- Ekkehard zur Megede: The Modern Olympic Century 1896-1996 Track and Field Athletics, Berlin 1999, publiziert über Deutsche Gesellschaft für Leichtathletik-Dokumentation e. V.